# Gaetano Brunetti
Pour les articles homonymes, voir Brunetti.
Gaetano Brunetti ou Cayetano Brunetti (né à Fano (Italie) en 1744 et mort à Colmenar de Oreja le 16 décembre 1798) est un violoniste et compositeur italien ayant œuvré toute sa vie en Espagne au service de Charles III et de Charles IV.

## Biographie
Gaetano Brunetti naît à Fano, petite ville italienne sur la côte de l'Adriatique, fils de Stefano Brunetti et de Vittoria Perusini. Bien que sa formation commence très probablement à Urbino en tant qu'élève de violon de Carlo Tessarini ou à Livorno chez Pietro Nardini, on le trouve à Madrid au moins dès le 23 juin 1760, à 15 ou 16 ans. Son nom apparaît dans le procès-verbal d'un concours pour un poste à la Chapelle Royale de Madrid. À cette date il est déjà jugé comme étant un très bon violoniste.
Cependant la vie professionnelle de Gaetano Brunetti ne semble vraiment débuter qu'en 1762, lors de son entrée à l'orchestre du Coliseo de la Cruz. Pour cet important théâtre madrilène il écrira sa première œuvre connue, la musique incidentale pour la comédie de Francisco de Rojas Zorrilla García del Castañal. C'est sans doute cette stabilité professionnelle qui lui permet d'épouser Saturnina de Soria le 27 novembre de la même année. On connaît quatre enfants de ce mariage : Juan (c.1765-1784), Francisco (c.1765-1834), violoncelliste de prestige, Manuel Isaac (1779–1789) et Luisa (1781–1832), laquelle épousera plus tard le violoniste Francesco Vaccari.
Un nouveau changement se produit en 1767 lorsqu'il obtient un poste de violoniste à la Chapelle Royale de Charles III. Commence alors pour Brunetti une brillante carrière musicale basée sur la cumulation de fonctions au sein du monde musical de la Cour : maître de violon de Charles, Prince des Asturies (1770), musicien de la Chambre du Prince (1771), directeur de la musique des festivités d'Aranjuez (au moins dès 1778), musicien de la Chambre du Roi lors du couronnement de Charles IV (1789) et enfin directeur musical de la Chambre du Roi (1796).
Son activité de compositeur et d'interprète décline pourtant autour de 1797 à cause d'une longue maladie et du décès de Saturnina de Soria le 30 mars 1798. Peu avant sa propre disparition, le 16 décembre 1798, Brunetti épouse en secondes noces Juana del Río, sans doute afin de pouvoir laisser à la veuve une pension en remerciement « aux très nombreux services qu'il a reçu de la dite Juana del Río [...], avec d'autres raisons supérieures qu'il garde pour lui ».

## Réception et style
Gaetano Brunetti tint sans doute une place de choix dans le monde musical madrilène de la seconde moitié du XVIIIe siècle, aussi bien grâce aux postes qu'il cumula dans l'entourage royal que par sa fréquentation des principales maisons aristocratiques de la capitale espagnole : les ducs d'Alba et les comtes-ducs de Benavente-Osuna, ainsi que l'Infant Don Luis, patron de Luigi Boccherini. Sa musique eut au contraire un rayonnement européen presque nul, si l'on excepte l'édition de quelques  recueils de jeunesse à Paris (1771-1776), l'exécution d'une de ses symphonies au Concert Spirituel le 13 avril 1784 et l'envoi d’une cinquantaine d’œuvres à la reine d'Étrurie vers 1805, peu après le décès du compositeur.
Excepté l’intérêt de quelques connaisseurs français du  XIXe siècle, Brunetti est resté absolument inconnu du grand public jusqu’aux années 1960, lorsque le chef d’orchestre et musicologue américain Newell Jenkins publie quelques-unes de ses symphonies. Malgré la lenteur de cette récupération, l’enthousiasme de Jenkins n’a pas été démenti par les interprètes qui depuis ont joué la musique du compositeur. Werner Ehrhardt, directeur musical du Concerto Köln, parle de « musique infiniment délicate, très raffinée ». Dietter Steppuhn fait mention d’un « développement absolument génial » dans la symphonie nº 36 et juge la redécouverte de Brunetti « un des événements musicaux du XXe siècle ». Giorgio Spugnesi a vu dans les quintettes avec basson op. 2 « un chef-d’œuvre de la musique de chambre de la fin du XVIIIe siècle » Olaf Krone admire l’originalité et la vaste gamme expressive de ce « grand compositeur ». Mais il a fallu attendre jusqu’en 2005 pour voir paraître le fondamental Gaetano Brunetti (1744-1798), Catálogo crítico, temático y cronológico du musicologue espagnol Germán Labrador.
Bon connaisseur de l’œuvre de Luigi Boccherini, de Joseph Haydn et des écoles française et viennoise en général, Brunetti intègre dans sa musique les formes musicales les plus habituelles de la période classique (forme sonate, rondo, rondo-sonate). Les sections de développement sont longues et riches en modulations intéressantes, preuve du goût du compositeur pour le chromatisme. Tous les auteurs s’accordent pour louer la grâce de ses lignes mélodiques raffinées, bâties souvent sur des motifs courts qui peuvent se retrouver dans les différents mouvements d’une même pièce. Ils ont également souligné l’extrême précision de ses indications de dynamique, d’expression et d’ornementation, l’exploitation de modes de jeu inhabituels (ponticello, col legno, etc.) et un traitement généreux des instruments à vent.

## Œuvre

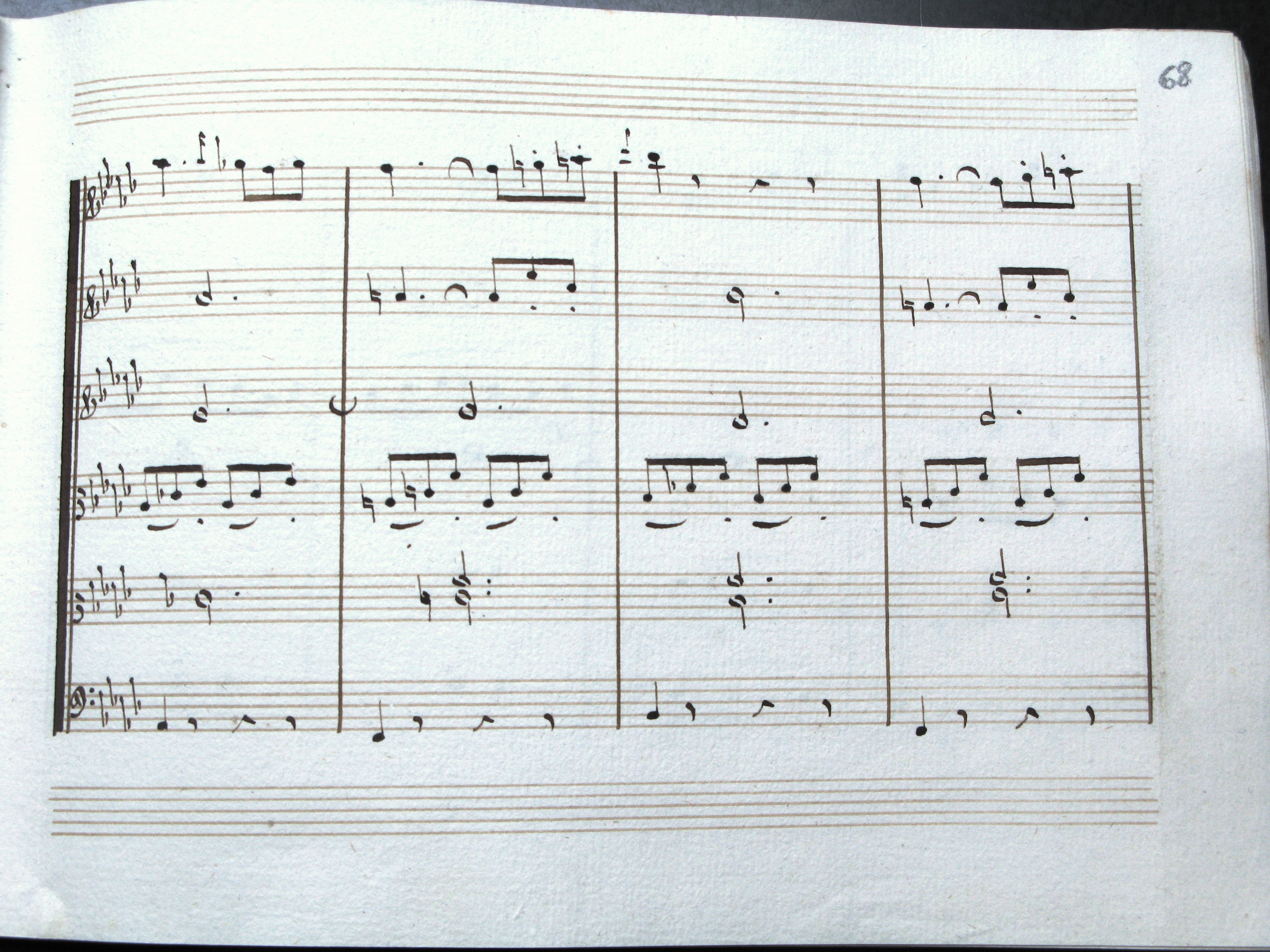
Partition du premier sextuor avec hautbois de Gaetano Brunetti (1796). Copie espagnole, c.1800. Parme, Biblioteca Palatina.

Le catalogue de l’œuvre de Gaetano Brunetti établi par Germán Labrador contient 346 entrées, mais on sait qu’il y a au moins 78 œuvres perdues, ce qui donnerait un total de 424. Dans la liste suivante, les nombres indiquent d’abord les œuvres conservées, puis celles considérées comme étant perdues.

### Musique instrumentale

#### De chambre
- Sonates
  - Pour violon et basse : 74 (4)
  - Autres : 1 (4)
- Duos : 13 (25)
- Trios : 47 (12)
- Quatuors : 50 (12)
- Quintettes
  - Avec 2 violoncelles : 6
  - Avec 2 altos : 53 (1)
  - Avec basson : 6
  - Autres : (2)
- Sextuors
  - Avec 3 violons : 6
  - Avec hautbois : 6 (6)

#### Orchestrale
- Marches et galops (ensemble d’harmonie) : 9 (1)
- Menuets et contredanses : 99
- Symphonies : 36 (1)
- Symphonies concertantes : 3 (2)
- Concertos : 2 (2)

### Musique vocale

#### Profane
- Airs de concert : 7 (2)
- Chansons : (16)
- Musique incidentale : Musique pour García del Castañal
- Zarzuela : Jasón o La Conquista del Vellocino (parties vocales perdues), Faetón (perdue)
- Opéra : La bella pescatrice (perdue)

#### Sacrée
- Lamentations : 3
- Psaumes : 1
- Messes : 1 (1?)

## Discographie complète
De nos jours seul le 5,2 % de l'œuvre de Gaetano Brunetti a été enregistré. Dans la liste suivante, la capitale « L » suivie d’un numéro se rapporte au catalogue établit par Germán Labrador.
- Symphonie nº33 (L.322). Avec des œuvres de Giuseppe Giordani et Giuseppe Valentini. Orchestre de Chambre Italienne, dir. Newell Jenkins, Haydn Society (LP), 1953.
- Symphonie nº22 (L.311). Avec une œuvre de Giovanni Battista Viotti. Orchestre de Chambre Italienne, dir. Newell Jenkins, Haydn Society (LP), c.1953.
- Symphonie nº33 (L.322). Piccola Accademia Musicale, dir. Newell Jenkins, Haydn Society (LP), 1955.
- Symphonies nº22 (L.311) y nº33 (L.322). Avec une œuvre de Luigi Boccherini. Orchestre de Chambre Italienne, dir. Newell Jenkins, Erato (LP), 1955.
- Symphonie nº31 (L.320). Avec une œuvre de Giovanni Paisiello. Orchestre de Chambre Italienne, dir. Newell Jenkins, Haydn Society (LP), c.1955.
- Symphonies for Kings. Symphonie nº23 (L.312). Avec une œuvre de Joseph Martin Kraus. Angelicum Orchestra of Milan, dir. Newell Jenkins, Nonesuch Records (LP), s.d. (1966?).
- 3 Sinfonien. Symphonies nº22 (L.311), nº26 (L.315) et nº36 (L.325). Concerto Köln, Capriccio (CD), 1994.
- Los Stradivarius de la Colección Real. Quintette avec 2 violoncelles op.1 nº5 (L.206). Avec des œuvres de Luigi Boccherini et Josep Teixidor. Cuarteto Cassadó, RTVE-Música (CD), 1996.
- Voilà Viola. Sonate pour alto et basse (L.71). Wiebke van Eikeren & Dorothee Krost-Vogel, Charade (CD), 1997.
- String Quartets. 4 Quatuors à cordes (L.150, L.152, L.184 i L.192). Shuppanzigh-Quartett, CPO (CD), 2001.
- Sei Quintetti per due violini, viola, fagotto e violoncello op.2. 6 Quintettes avec basson op.2 (L.208-213). Quartetto Sandro Materasi & Paolo Carlini, Tactus (CD), 2002.
- String Quartets. 4 Quatuors à cordes (L.153, L.161, L.196 i L.199). Carmen veneris, Lindoro (CD), 2012.